# تیم ملی بسکتبال زنان آلمان
تیم ملی بسکتبال زنان آلمان، نماینده آلمان در مسابقات بین‌المللی بسکتبال زنان است.